# Nicolás Reidtler
Nicolás Reidtler (5 de diciembre de 1947 en Cagua, Aragua) fue un Ciclista profesional de Venezuela en las décadas de 1960 y 1970. Fue un destacado deportista, emblema de lucha y pundonor. Para los tachirenses es el campeón sentimental de la Vuelta al Táchira en Bicicleta, competencia que nunca pudo ganar, aunque fue varias veces subcampeón. Nació en Cagua, Estado Aragua, el 5 de diciembre de 1947.

## Trayectoria deportiva
Equipos
- Lotería del Táchira
- Leche Táchira
- Selección Nacional

## Palmarés
- 1967 Campeón Vuelta a Venezuela
- 1969Subcampeón en el Clásico Ciclístico de la Consolación de Táriba, Venezuela
- 1969 3º Lugar Vuelta al Táchira
- 1971 Campeón Clásico Ciclístico de la Consolación de Táriba
- 1971 Campeón Vuelta a Venezuela
- 1971 Subcampeón Vuelta al Táchira[1]
- 1971 Campeón Premios de Montaña, Vuelta al Táchira.
- 1973 Subcampeón Vuelta al Táchira
- 1973 Campeón Premios de Montaña, Vuelta al Táchira
- 1974 Subcampeón Vuelta a Venezuela
- 1975 Subcampeón Vuelta al Táchira
- 1975 Campeón Clasificación por puntos, Vuelta al Táchira
- 1975 Campeón Premios de Montaña, Vuelta al Táchira
- 1976 Subcampeón Vuelta al Táchira
- 1977 Subcampeón Vuelta al Táchira